# Exalaria
Exalaria là một chi thực vật có hoa trong họ Lan.